# Komárovský rybník (Chotěšice)
Komárovský rybník je velký rybník o rozloze vodní plochy cca 18 ha ležící v lesním údolí na Smíchovském potoce asi 2 km západně od vesnice Nouzov v okrese Nymburk. Komárovský rybník má tvar protáhlé nudle o rozměrech cca 1500 x 100 m. Hráz rybníka je přístupná po modré turistické značce vedoucí po polních cestách z městečka Rožďalovice do vesnice Dymokury. Na severních březích rybníka se nalézá přírodní památka PP Dymokursko. Vlastní rybník je součástí ptačí oblasti Rožďalovické rybníky. Rybník je využíván pro chov ryb.
V červnu roku 2013 došlo po vydatných deštích k protržení hráze Komárovského rybníka. Rybník byl následně opraven a v listopadu roku 2015 znovu uveden do provozu.

## Galerie

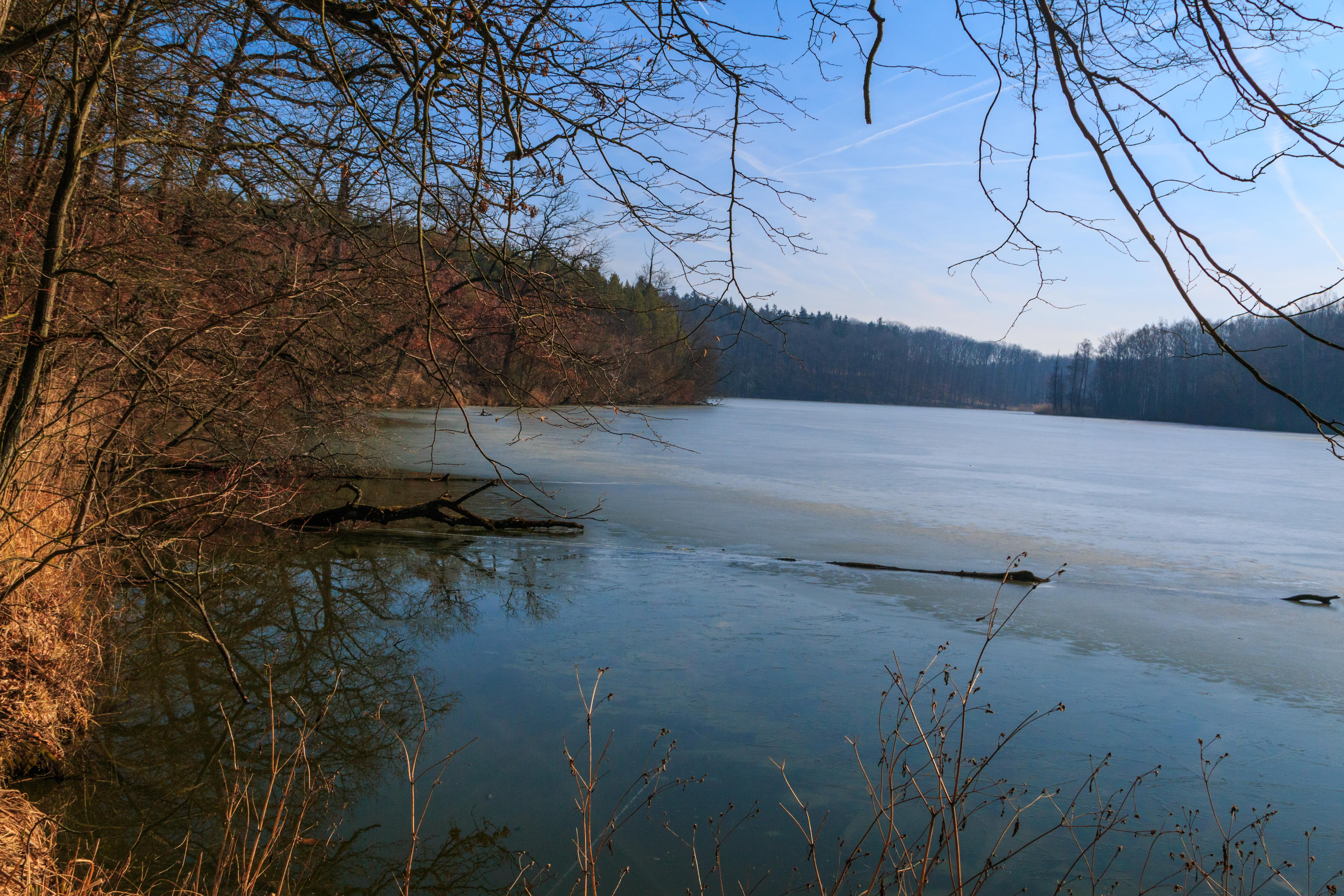
pohled na Komárovský rybník
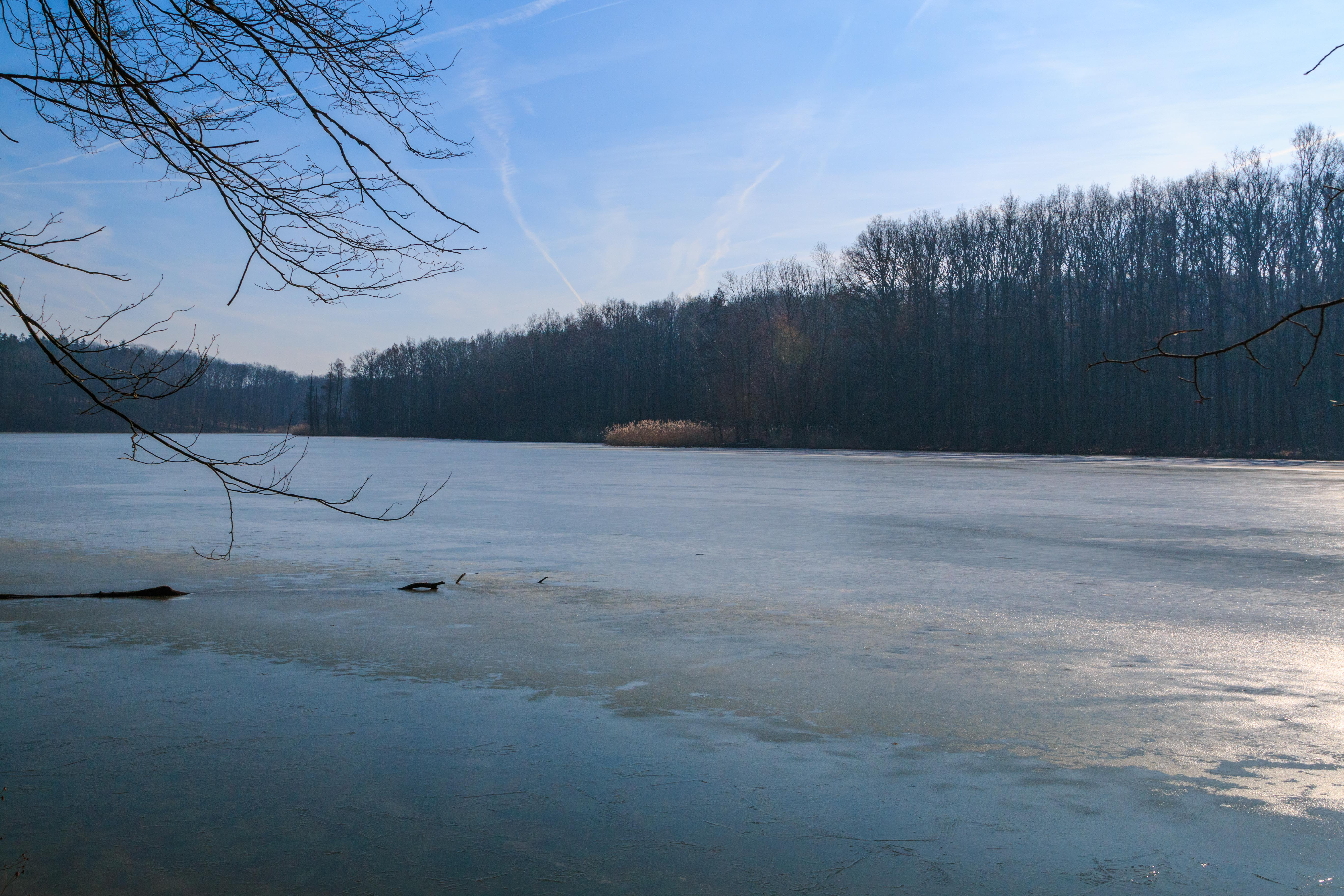
pohled na Komárovský rybník
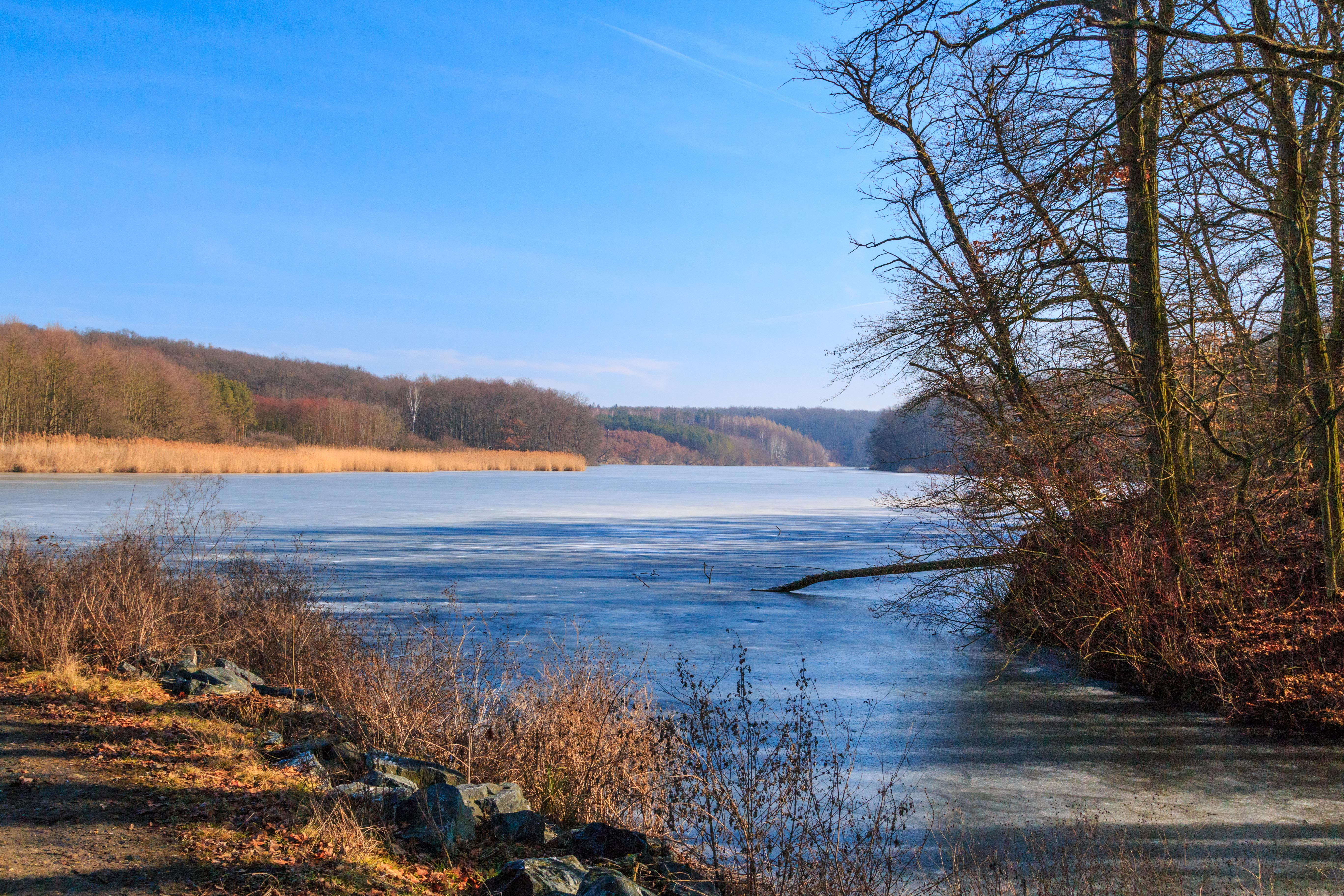
pohled na Komárovský rybník
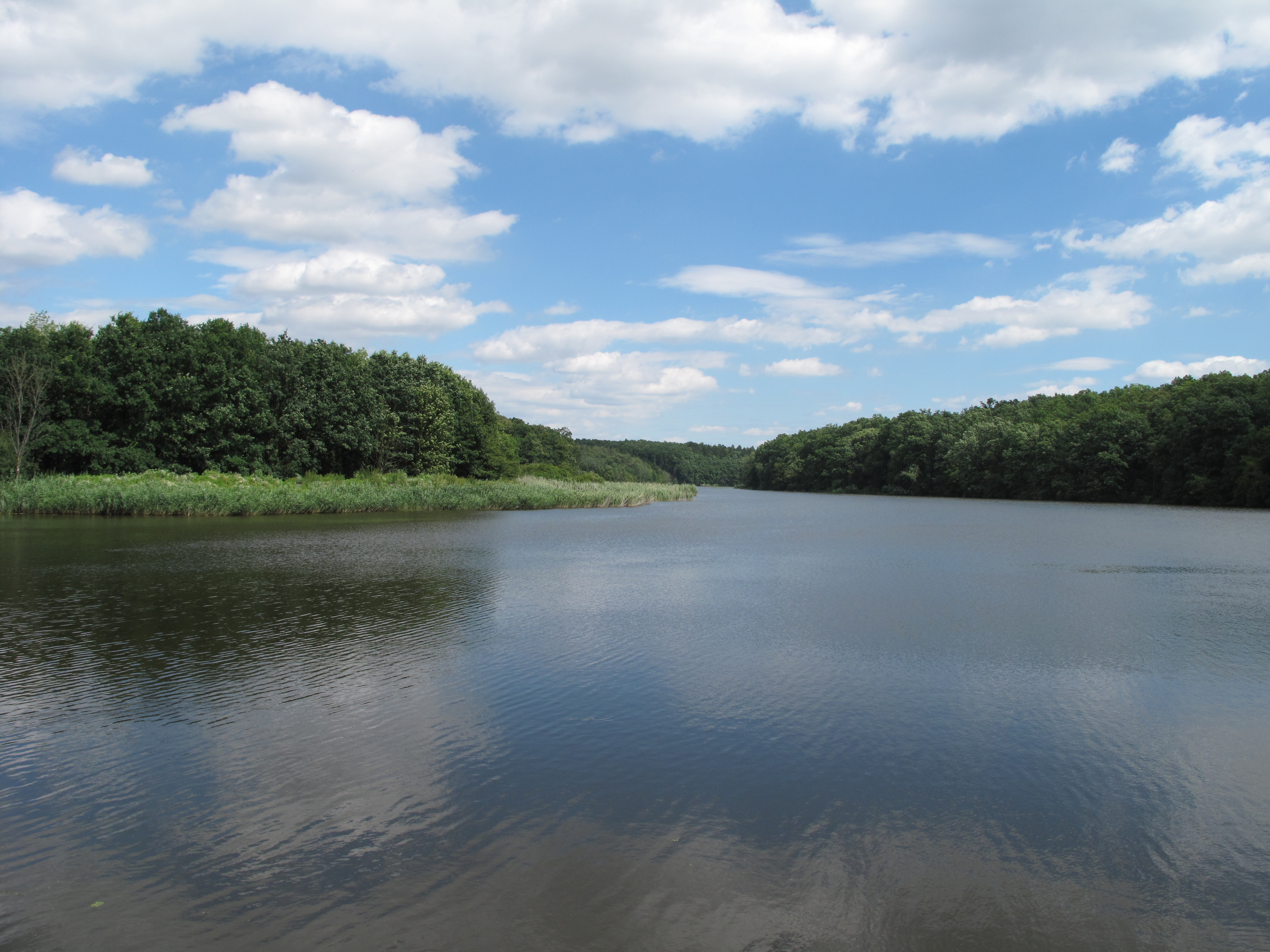
pohled na Komárovský rybník
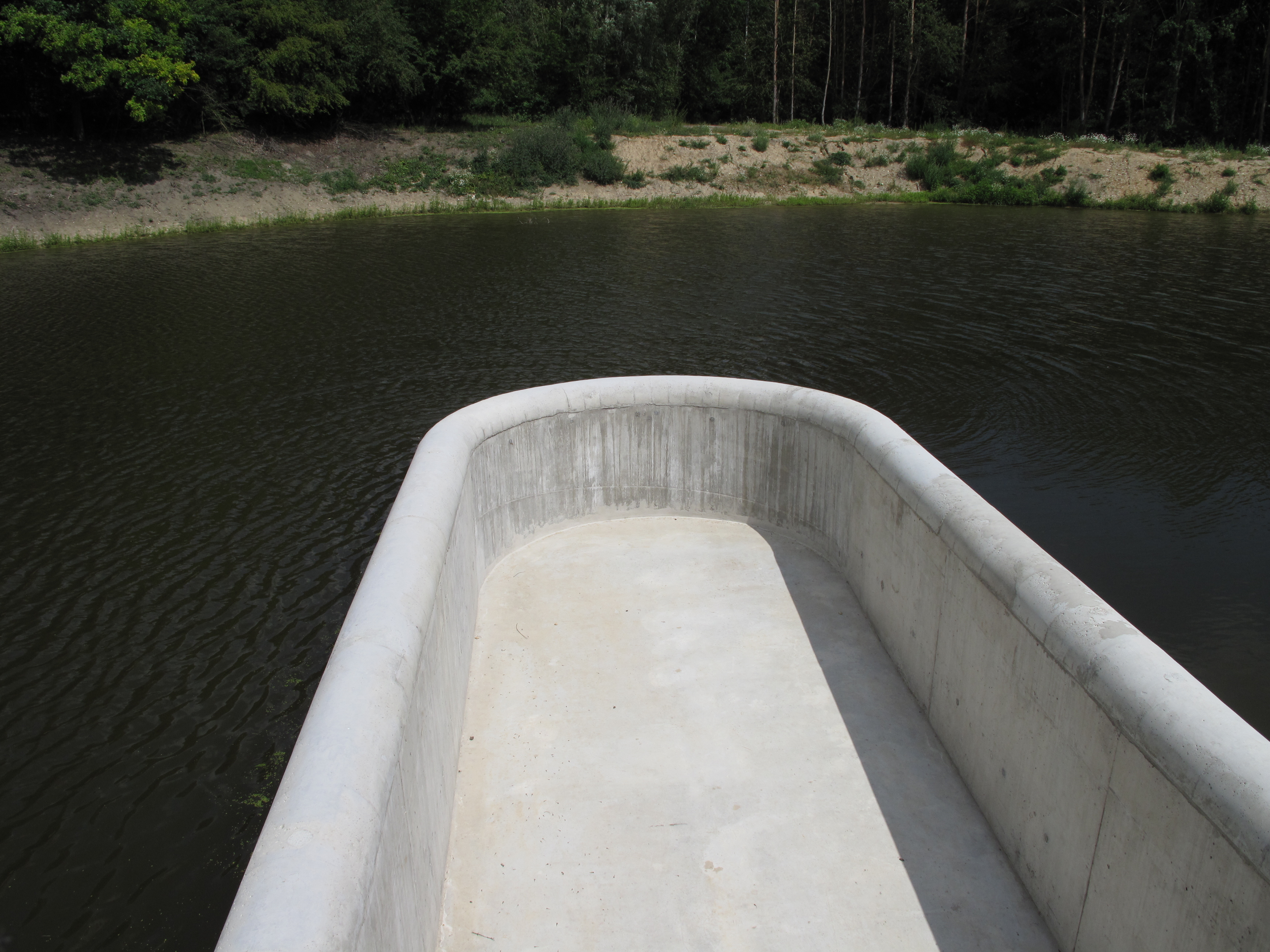
bezpečnostní přeliv Komárovského rybníka
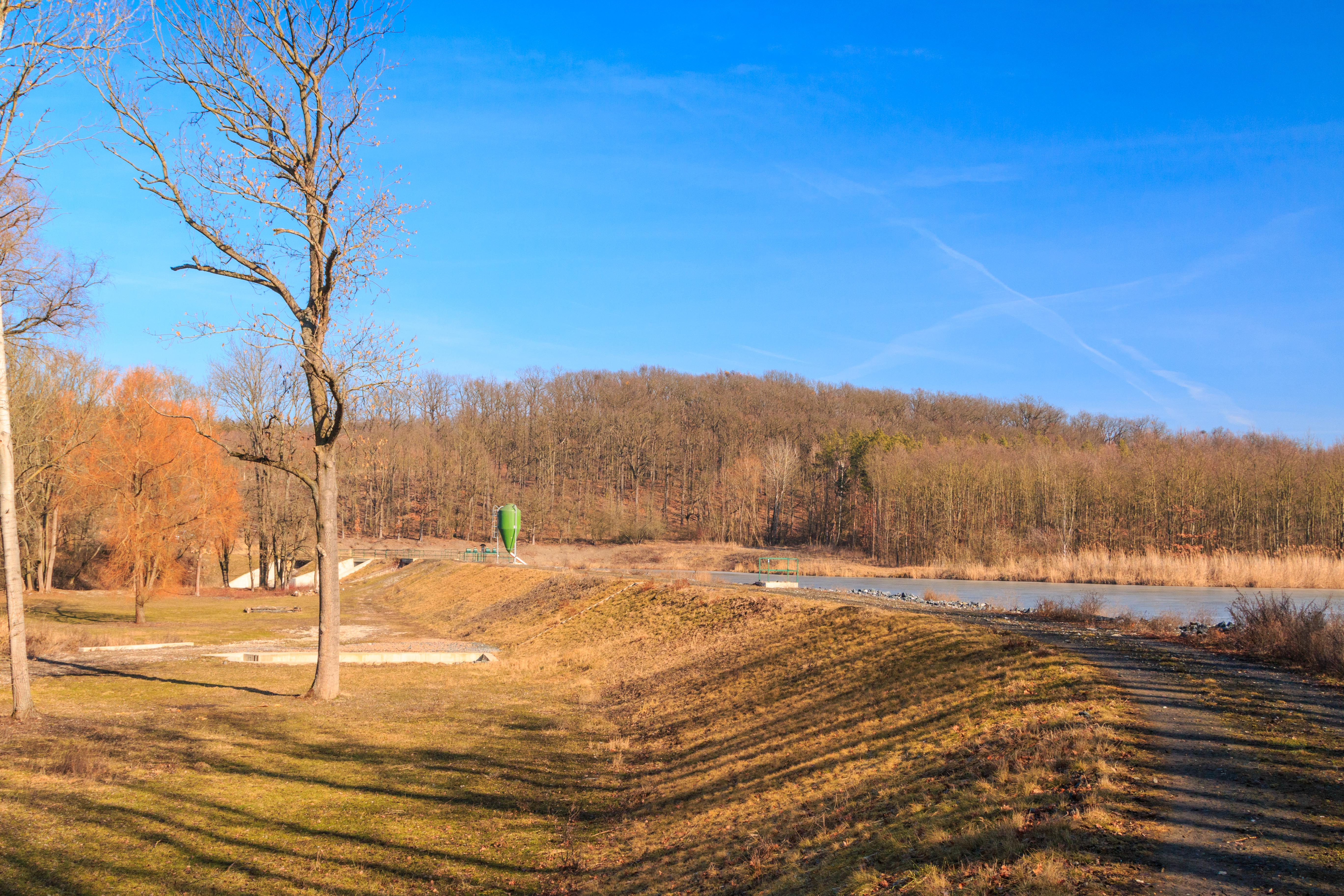
pohled na hráz Komárovského rybníka